# Seznam kapitol mangy Death Note
Toto je seznam kapitol mangy Death Note – Zápisník smrti. Japonskou mangu Death Note – Zápisník smrti napsal Cugumi Óba a ilustroval Takeši Obata. Jednotlivé kapitoly byly původně publikovány v časopisu Šúkan šónen Jump od prosince 2003 do května 2006 s dohromady 108 kapitolami. Série sleduje osud středoškolského studena Light Jagamiho, který se rozhodne používat nadpřirozený sešit s názvem „Death Note“, který zabije každého, jehož jméno je v něm zapsáno. Light ho používá, „aby svět zbavil zla.“
Death Note byl seskládán do 12 svazků formy tankóbon. První svazek byl v Japonsku vydán 2. února 2004 a dvanáctý 4. července 2006. Kromě těchto svazků vyšla ještě příručka pro mangu, Death Note 13: How to Read, která byla vydána 13. října 2006. Příručka obsahuje informace o sérii, profilech postav, rozhovory s autory a pilotní kapitolu, která předcházela Death Notu. Speciální one-shot příběh byl vydán v únoru 2008 a je posazen o 2 roky později po poslední kapitole jako závěrečný epilog. Death Note byl také zanimován do celkem 37 epizod produkovaných Nippon Television a má tři hrané akční filmy.
Death Note byl také vydán v Česku nakladatelstvím CREW v překladu Anny Křivánkové. První svazek byl vydán 10. srpna 2011 a poslední, dvanáctý, 29. ledna 2015. Třináctý, bonusový svazek s názvem How To Read, vyšel 18. prosince 2015.

## Seznam svazků
| Kapitoly: - 1. Nuda (退屈 Taikucu) - 2. L (L Eru) - 3. Rodina (家族 Kazoku) - 4. Proud (電流 Denrjú) - 5. Oči (眼球 Gankjú) - 6. Vyšetřování (操作 Sósa) - 7. Terč (標的 Hjóteki) | Počet stran: - 200 Pokrývá díly anime: - Death Note, epizody 1–4 |

| Kapitoly: - 8. Žena (女 Onna) - 9. Otvory (穴 Ana) - 10. Souhra (合流 Górjú) - 11. Jedna (一 Hitocu) - 12. Vyšší síly (神 Kami ) - 13. Odpočítávání (秒読 Bjójomi) - 14. Pokušení (誘惑 Júwaku) - 15. Telefonát (電話 Denwa) - 16. Stojka (逆立 Sakadači) | Počet stran: - 200 204 Pokrývá díly anime: - Death Note, epizody 5–8 |

| Kapitoly: - 17. Odpadky (芥 Gomi) - 18. Pohled (視線 Šisen) - 19. Ponížení (屈辱 Kutsujoku) - 20. Náskok (先手 Sente) - 21. Faleš (裏腹 Urahara) - 22. Neštěstí (不幸 Fukó) - 23. Závod (激走 Gekisó) - 24. Štít (盾 Tate) - 25. Hlupák (馬鹿 Baka) | Počet stran: - 200 Pokrývá díly anime: - Death Note, epizody 8–11 |

| Kapitoly: - 26. Převrat (転倒 Tentó) - 27. Láska (恋心 Koigokoro) - 28. Rozsudek (判定 Hantei) - 29. Zbraň (武器 Buki) - 30. Bomba (爆弾 Bakudan) - 31. Banalita (簡単 Kantan) - 32. Loterie (賭 Kake) - 33. Přesun (移動 Idó) - 34. Skok (投身 Tóšin) | Počet stran: - 208 212 Pokrývá díly anime: - Death Note, epizody 11–16 |

| Kapitoly: - 35. Prázdný list (白紙 Hakuši) - 36. Otec (親子 Ojako) - 37. Osma (八人 Hačinin) - 38. Zásah (打撃 Dageki) - 39. Rozchod (離別 Ribetsu) - 40. Přátelé (仲間 Nakama) - 41. Macuda (松田) - 42. Ráj (天国 Tengoku) - 43. Černá (黒 Kuro) | Počet stran: - 208 Pokrývá díly anime: - Death Note, epizody 16–19 |

| Kapitoly: - 44. Následovník (後継 Atocugi) - 45. Zmatek (無茶 Muča) - 46. Neschopnost (不向 Fumuki) - 47. Náskok (先走 Sakibaširi) - 48. Výměna (交換 Kókan) - 49. Květináč (植木 Ueki) - 50. Čtyřlístek (四葉 Jocuba) - 51. Chyba (誤認 Gonin) - 52. Stopka (寸止 Sundome) | Počet stran: - 224 Pokrývá díly anime: - Death Note, epizody 20–23 |

| Kapitoly: - 53. Výkřik (悲鳴 Himei) - 54. Uvnitř (中 Naka) - 55. Stvoření (創造 Sózó) - 56. Objetí (抱擁 Hójó) - 57. Výběr (二択 Nitaku) - 58. Nitro (胸中 Kyóčú) - 59. Nula (零 Zero) - 60. Únos (誘拐 Júkai) - 61. Druhý (二番 Niban) | Počet stran: - 224 216 |

| Kapitoly: - 62. Rozhodnutí (決断 Kecudan) - 63. Cíl (的 Mato) - 64. Pravý úhel (直角 Čokkaku) - 65. Zodpovědnost (責任 Sekinin) - 66. Smrt (死亡 Šibó) - 67. Tlačítko (釦 Botan) - 68. Objev (発見 Hakken) - 69. Pád (飛翔 Hišó) - 70. Chvění (身震 Miburui) | Počet stran: - 208 |

| Kapitoly: - 71. Kontakt (接触 Sesšoku) - 72. Potvrzení (確認 Kakunin) - 73. V úzkých (背水 Haisui) - 74. Herecký výkon (熱演 Necuen) - 75. Uznání (認知 Ninči) - 76. Pozdrav (挨拶 Aisacu) - 77. Využití (利用 Rijó) - 78. Hypotéza (予測 Josoku) - 79. Faleš (白々 Širadžira) | Počet stran: - 200 |

| Kapitoly: - 80. Úklid (掃除 Sódži) - 81. Varování (通告 Cúkoku) - 82. Já (自分 Džibun) - 83. Odstranění (削除 Sakudžo) - 84. Náhoda (偶然 Gúzen) - 85. Volba (当選 Tósen) - 86. Japonsko (日本 Nihon) - 87. Zítřek (明日 Ašita) - 88. Konverzace (会話 Kaiwa) | Počet stran: - 192 |

| Kapitoly: - 89. Shoda (同心 Dóšin) - 90. Výstraha (予告 Jokoku) - 91. Přerušení (停止 Teiši) - 92. Noc (夜 Joru) - 93. Rozhodnutí (決定 Kettei) - 94. Venku (外 Soto) - 95. Přesvědčení (納得 Nattoku) - 96. Možnost (一方 Ippó) - 97. Mozaika (色々 Iroiro) - 98. Všichni (全員 Zen'in) | Počet stran: - 216 |

| Kapitoly: - 99. Dva (二人 Futari) - 100. Tváří v tvář (対面 Taimen) - 101. Vedení (誘導 Júdó) - 102. Vydržet (我慢 Gaman) - 103. Prohlášení (宣言 Sengen) - 104. Odpověď (答 Kotae) - 105. Bez šance (無理 Muri) - 106. Vražedný úmysl (殺意 Sacui) - 107. Opona (幕 Maku) - 108. Konec (完 Kan) | Počet stran: - 216 214 |

| Kapitoly: - Profily hlavních postav - Úplný přehled smrtonošů - Zápisky z pozorování smrtonošů - Cugumi Óba: Dlouhý rozhovor s Cugumim Óbou, Pravda o Zápisníku smrti, Jak vznikly názvy vše 108 kapitol - Komentář k ději - Takeši Obata: Dlouhý rozhovor s Takešim Obatou, V zákulisí - tvorba rukopisu, Důvěrně o tvorbě postav - Záznamy z vyšetřování zápisníku smrti - Cugumi Óba x Takeši Obata: Speciální rozhovor, 33 otázek, 13 faktů o 108. kapitole - Rjukovy zápisky z pozorování lidí - Zápisník smrti - čmáranice - Zápisník smrti - původní příběh | Počet stran: - 284 280 |

## Zajímavosti v českém překladu

### Osazenstvo
- Překlad: Anna Křivánková
- Korektury: Filip Gotfrid
- Redakce: Jiří Pavlovský
- Sazba a lettering: David Horák (1.díl), Daniel Řezníček (2+)

### Další zajímavosti
- Svazky byly vydávány každé čtyři měsíce (to znamená třikrát ročně)
- Cena: 189 Kč (díly vydané v roce 2011), 199 Kč (od roku 2012)
- Jména jsou přepisována do české transkripce (např. Soičiró Jagami (夜神 総一郎, Yagami Sōichirō).[pozn. 1]
- Formát svazku je 113×175 mm.
- Tisk: Centa spol. s.r.o. Vídeňská 113, Brno Archivováno 30. 5. 2013 na Wayback Machine. (díly vydané v roce 2011), Euro-Print Přerov, spol. s.r.o.[nedostupný zdroj] (od roku 2012)
- První čtyři díly série musely být díky velkému počtu kupujících dotisknuty. První díl měl dotisk 12. června 2012 a 3. listopadu 2014; druhý díl 1. listopadu 2012; třetí díl 4. března 2014; čtvrtý díl 19. června 2014.